# Budel
Budel (in het Budels: Buul) is een dorp in de gemeente Cranendonck in de Nederlandse provincie Noord-Brabant, gelegen ongeveer 25 km ten zuiden van Eindhoven. Het grenst aan de Belgisch-Limburgse gemeente Hamont-Achel en de Nederlands-Limburgse gemeente Weert. Budel ligt op enkele kilometers van de A2. Lange tijd was er een Duitse legerplaats, de Nassau-Dietzkazerne. De inwoners van Budel worden Budelnaars of Bulanders genoemd.

## Buurtschappen
Keunenhoek, Broekkant, Berg, Toom, Midbuul, Heikant, Meemortel, Bosch, Schoordijk, Locht.

## Etymologie
De naam 'Budel' is mogelijk verwant aan bode en ohd. butil 'gerechtsdienaar', dan wel aan de woordgroep van buidel 'zwellen'. De oudste vermelding Budilio (779) wijst misschien op een collectiefvorm met het suffix -ja.

## Geschiedenis
De geschiedenis van Budel gaat ver terug in de tijd. Al in de pre- en protohistorie verbleven in deze omgeving mensen. Ook de geschreven geschiedenis is van vroege datum. De eerste teksten hebben betrekking op de 'villa Budilio in Texandria', het 'domein Budel' dat het bezit van de Pepiniden en Karolingen was. Door het koninklijk gezag aan zich te trekken, werd het 'domein Budel' koningsgoed. De oudste bekende tekst is een oorkonde van Karel de Grote, waarin deze bevestigt dat zijn grootvader Pepijn de Middelste, gestorven in 714, bezittingen te Budel aan de abdij van Chèvremont bij Luik had geschonken. In 947 werd ook de kerk van Budel aan dit klooster geschonken. In 972 werden de bezittingen van de abdij aan het Mariakapittel (Marienstift) van Aken overgedragen. Deze eigendomssituatie duurde tot het einde van de 18e eeuw. Het kapittel van Aken vond Engelbert van Horne, als heer van Cranendonck, omstreeks 1245 bereid om voogd te zijn over de kerkelijke goederen in Budel. Vanuit deze positie wist Engelbert steeds meer rechten in Budel te verwerven, zoals het aanstellen van schout en schepenen. Hiermee werd de basis gelegd voor de toevoeging van Budel aan Cranendonck, twee eeuwen later in 1421. Vanaf dat moment bestond de hoge heerlijkheid (later Baronie) Cranendonck uit de dorpen Maarheeze, Soerendonk,  Gastel en Budel. De plaatsen waren verenigd in twee schepenbanken, die van Budel en die van Maarheeze-Soerendonk-Gastel, die voor zowel het bestuur als de rechtspraak in de plaatsen verantwoordelijk waren. Cranendonck maakte op zijn beurt onderdeel uit van het kwartier Peelland, een van de vier gebieden binnen de meierij van 's-Hertogenbosch.
Na 1648 werd Budel een grensplaats. Aangezien de douaneambtenaren protestant moesten zijn, ontstond een bloeiende hervormde gemeente, die van Budel-Gastel, de grootste op het platteland van de meierij van 's-Hertogenbosch. In 1805 werd de kerkelijke gemeente met die van Maarheeze-Soerendonk samengevoegd. Toen de katholieken in 1799 hun kerk weer terugkregen, bouwden de protestanten een eigen kerk, die in 1812 gereed kwam en nog steeds bestaat. Ook protestanten uit Weert kerkten eertijds te Budel.

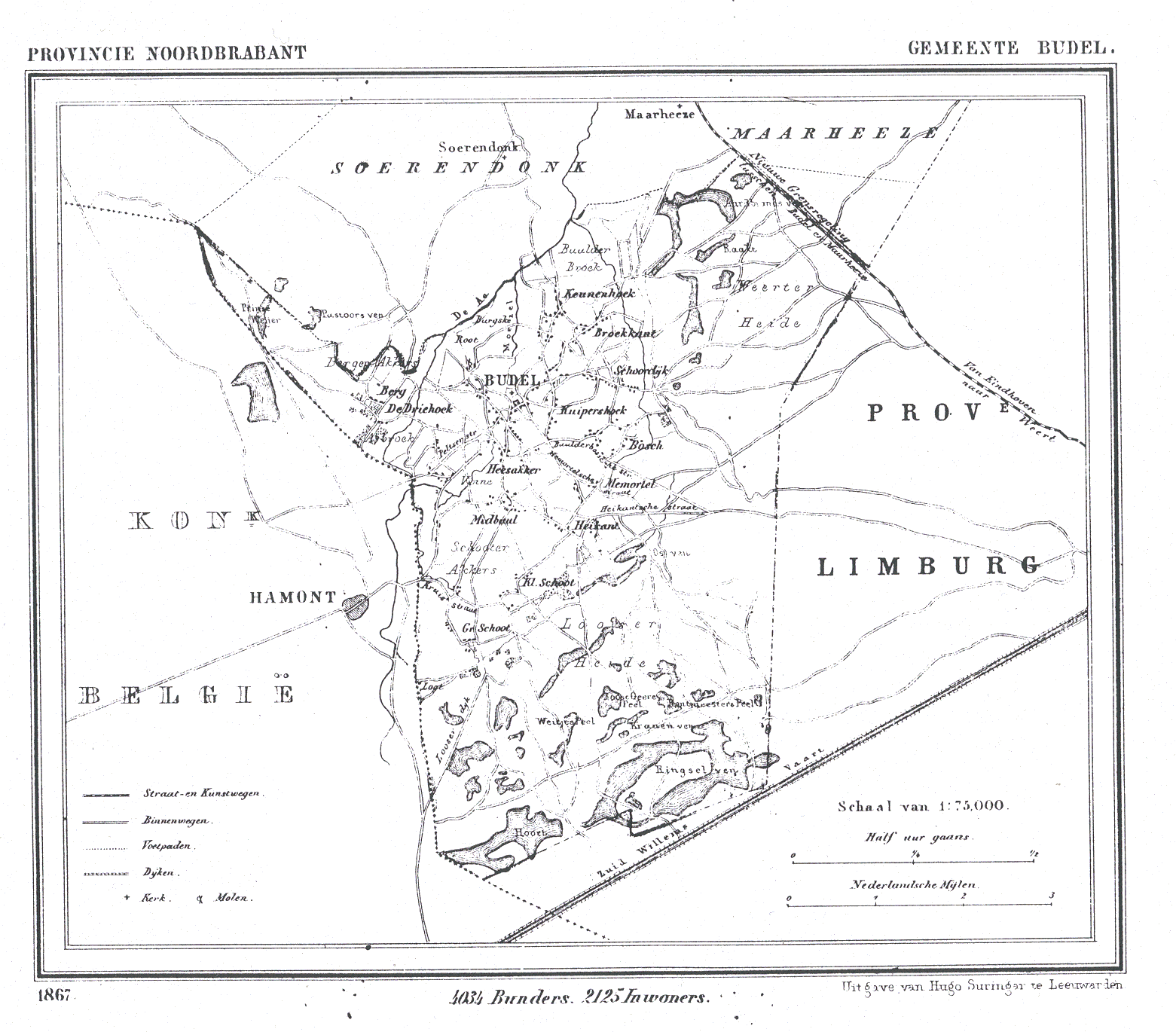
Budel in 1867

Sedertdien is er veel gebeurd, waaronder de aanleg van de Zuid-Willemsvaart in 1826, de aanleg van de Militaire Dijk in 1833-34, de bouw van de IJzeren Rijn in 1879, en de komst van de Budelse zinkfabriek, gepaard gaande met de stichting van het dorp: Budel-Dorplein in 1892, waardoor het gebied werd ontsloten.
In 1973 werd de Budelse hervormde gemeente bij die van Weert gevoegd en sindsdien werd de Budelse kerk gebruikt door de Duitse Evangelische Kirche, ten behoeve van de 2300 Duitse militairen die sinds 1963 gelegerd waren in de Nassau-Dietzkazerne (vernoemd naar Nassau-Dietz), die uit 1956 stamt. De Duitse militairen vertrokken in 2006, zodat het terrein en de daarop aanwezige voorzieningen een nieuwe bestemming moesten krijgen.
Het COA vangt hier sinds mei 2014 asielzoekers op. De opvanglocatie is wat we noemen een gemeenschappelijke vreemdelingenlocatie. 
De ketenpartners COA, IND, DT&V, KMAR en politie werken hier intensief samen. Ze huizen in speciaal ingerichte kantoren waar de eerste intake van vreemdelingen die uit Ter Apel komen wordt verzorgd.
Op 1 januari 1997 werden de gemeenten Budel en Maarheeze samengevoegd tot de gemeente Cranendonck, die naar de vroegere heerlijkheid vernoemd werd.

## Bezienswaardigheden

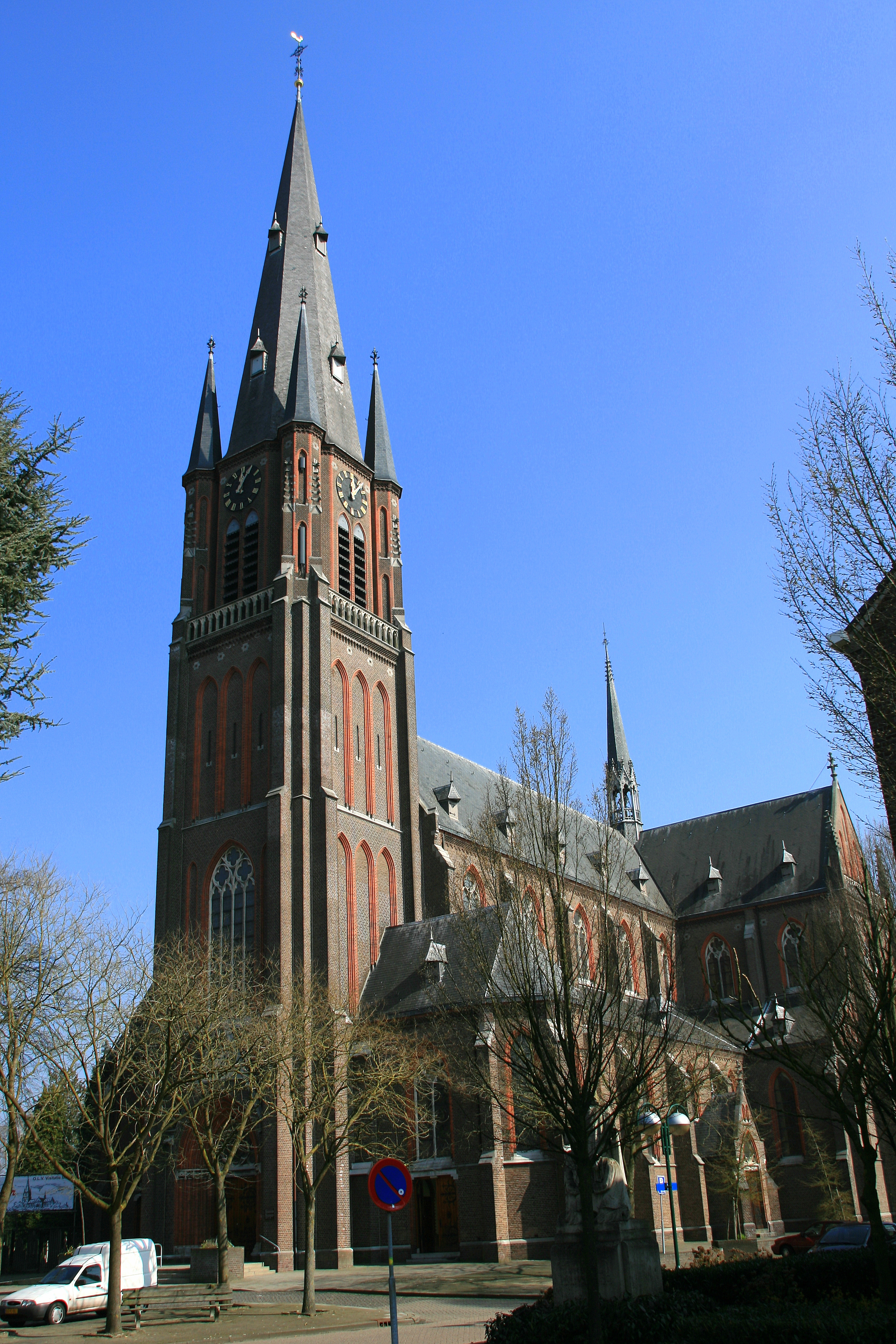
kerk van Onze-Lieve-Vrouw Visitatie

- De Teutenhuizen zijn enkele kenmerkende huizen in de dorpskern die door in het buitenland rijk geworden rondtrekkende handelaren werden gebouwd, de zogenaamde teuten. Het betreft de huizen Markt 27 en Nieuwstraat 17. Deze hebben 17e-eeuwse in- en uitgezwenkte topgevels van het Gelderse type.
- De neogotische katholieke Kerk van Onze-Lieve-Vrouw Visitatie werd gebouwd tussen 1904 en 1912 naar een ontwerp van Caspar Franssen. Voorafgaand aan de bouw is de oude kerk gesloopt. Enkele 16e-eeuwse gedenkstenen van de oude kerk zijn in de nieuwe kerk ingemetseld. In de kerk zijn enkele monumentale voorwerpen uit de 17e, 18e en 19e eeuw te vinden. In de nabijheid van de kerk zijn middeleeuwse waterputten gevonden. Bij de kerk staat een Heilig Hartbeeld (1930) van Jan Custers.
- De voormalige protestantse kerk, die in 1812 is gebouwd, wordt sinds begin 2019 'Het Kerkje' genoemd. De kerk werd met sloopafval van de Franciscanessenkerk te Achel gebouwd. De kerk bezit een door Claude Demeny vervaardigd eikenhouten kansel met koperen lezenaar uit 1734, een eikenhouten doophek, een doopbekkenhouder met bekken en boven op het leien zadeldak een pinakel/torentje met windvaan met gouden engel en bazuin. Links van de toegangsdeur is een oud hoogtemetingspeil NAP bewaard gebleven. In 1963 werd de Hervormde Gemeente Budel toegevoegd aan die van Weert en kwam het gebouw in gebruik van de Duitse Evangelisch-Lutherse Kerk. Sinds het vertrek van de Duitse legereenheid uit de Nassau-Dietzkazerne stond Het Kerkje leeg. In 2002 is de stichting Behoud en Beheer Hervormde Kerk Budel opgericht. Deze draagt sindsdien zorg voor Het Kerkje en organiseert sociale en culturele evenementen. In 2013 zijn veel kleine restauraties uitgevoerd om het publiek beter te kunnen ontvangen.
- De Kloosterkapel is een neogotisch gebouw dat tot een verzorgingshuis van de Zusters van Liefde van Tilburg heeft behoord.
- 'Het Schepenhuis is een oud raadhuis uit 1772, gebouwd naar een ontwerp van de Boxtelse landmeter Hendrik Verhees. Op de zolder zijn hergebruikte balken verwerkt, op een waarvan het jaartal 1616 is ingebeiteld. De benedenverdieping van het gebouw diende oorspronkelijk als overdekte markt voor garens en boter. Na 1966 werd het niet meer als gemeentehuis gebruikt. In 1982 werd het heropend voor nieuwe functies. In het gebouw bevindt zich een heemkamer en er worden wisselende exposities georganiseerd. Tegenwoordig is er ook het VVV-kantoor gevestigd.
- Het driehoekige Marktplein, waar het Schepenhuis op uitkijkt, is een met leilinden omgeven plein.
- Windmolen Nooitgedacht is een ronde stenen stellingmolen. Het is een korenmolen uit 1846. Toen de pachter uit de molen moest, bouwde deze een eigen molen, 'Zeldenrust' genaamd. De 'Nooitgedacht' is nog steeds in bedrijf. Voor 1976 was het een beltmolen, maar in dat jaar werd de molenberg afgegraven, de romp verhoogd en de stelling aangebracht.
- Windmolen Zeldenrust is een ronde stenen beltmolen uit 1869. In 1900 brandde hij af en werd hij herbouwd. De molenberg is vervangen door een pakhuis. De molen is nog in gebruik voor het malen van diervoeders en is in het bezit van een handelsfirma.
- Budels derde windmolen, 'Janzona' genaamd, staat in Budel-Schoot.
- Diverse 17e-, 18e- en 19e-eeuwse Kempense langgevelboerderijen, onder meer in Keunenhoek, op de Berg en in de Broekkant.
- Os Moen is een bronzen beeldje van een vrouw die een brood snijdt. Ze verzinnebeeldt de Budelse gemoedelijkheid en gastvrijheid. Het beeldje is gemaakt door de plaatselijke kunstenaar Sjeng Caris.
- Monument voor Antonius Mathijsen (Budel, 1805 - Hamont, 1878). Mathijsen was een militair arts die in 1851 het gipsverband uitvond. Het monument werd in 1946 opgericht en is door Kees Smout vervaardigd.
- Het Geuzendijkmonument staat op de voormalige grens tussen de Republiek der Zeven Verenigde Nederlanden en Spaans Gelre, de huidige provinciegrens. Het origineel stamt uit 1952, maar dat is verplaatst naar winkelcentrum 'De Munt' te Weert. Een replica uit 1984 verbeeldt episoden van het grensleven. De protestanten ("Geuzen" genaamd) uit Weert, dat tot de Spaanse Nederlanden behoorde, mochten aldaar hun godsdienstige plichten niet uitoefenen en trokken daartoe dus over de Geuzendijk naar Budel, dat behoorde tot de Republiek en een protestantse kerk bezat.
- De Immenhof, met een vrij toegankelijke tuin, is het bezoekerscentrum van de Budelse bijenhoudersvereniging.

## Musea
- Het Museum Jan Corver gaat over zendamateurisme. Het werd in 1999 geopend en is vernoemd naar Jan Corver, die een pionier van het zendamateurisme in Nederland was en die in 1914 bij minister Cornelis Lely pleitte voor het opheffen van het verbod op een radio-ontvanger. De collectie toont antieke zend- en ontvangsttoestellen en er is een documentatiecentrum aan het museum verbonden. Het is gevestigd in een paviljoen dat op het werkeiland Neeltje Jans heeft dienstgedaan.
- Het Smokkelmuseum is een museum waarin men op een unieke manier kan terugkijken naar het smokkelverleden van Budel (voornamelijk over het smokkelen van goederen over de grens met Hamont-Achel).

## Grenspalen
Uniek, zelfs naar Nederlandse begrippen, is dat Budel nog vijf bijzondere grenspalen bezit. Deze bevinden zich aan de Zwarteweg, de Bergbosweg, de Stationsweg, de Asbroekweg en de Meemortel. De palen worden vaak 'douanepalen' genoemd, omdat ze in de zeventiende eeuw werden geplaatst voor de Admiraliteit van de Maeze, gevestigd te Rotterdam, die in deze zuidelijke streken de in- en uitvoergelden incasseerde. Vier van deze palen zijn nog origineel, één exemplaar is enige jaren geleden opnieuw gemaakt. De palen laten het wapen van genoemde instelling zien: een schild met klimmende leeuw en zeven pijlen (op de nieuw gemaakte ontbreken deze curieus genoeg) op twee gekruiste ankers en de letters PPP, die betekenen: "Pugno Pro Patria", ofwel: "Ik vecht voor het vaderland".
Dat vaderland was de Republiek der Verenigde Nederlanden. De palen markeerden namelijk de staatsgrens die in 1648 bij de Vrede van Münster ontstond toen de Meierij aan dit gebied werd toegevoegd. Aan deze grens werden diverse 'douanekantoren' gevestigd, onder andere een te Budel. Hier werden de 'convoyen en licenten', in- en uitvoergelden, geheven door Staatse ambtenaren, die protestant moesten zijn en zo bijdroegen aan de opvallende grootte van de hervormde gemeente Budel-Gastel. De palen werden vermoedelijk in 1662 geplaatst.

## Taal
Vanwege de ligging ten zuiden van de Uerdinger linie (ik/ich) en de betoningslijn wordt het Budels dialect taalkundig ingedeeld bij het Limburgs (preciezer: West-Limburgs). Dit dialect wordt desondanks in het Woordenboek van de Brabantse Dialecten behandeld, samen met andere dialecten in Noord-Brabant (waarvan het overgrote deel taalkundig Brabants is). De bekende, typisch Brabantse groet 'Houdoe' is ook in Budel gangbaar.

## Natuur en landschap
Budel is omringd door een agrarisch gebied. Ten noordwesten stroomt de Buulder Aa, en ten oosten stromen de Weergraaf en de Bosloop, die beide worden opgenomen door de Buulder Aa.
- Langs de Buulder Aa ligt een natuurgebied, het Buulderbroek. Ook de Immenhof bevindt zich in dit gebied.
- Ten oosten van Budel ligt het natuurgebied Budelerbergen, een droog naaldbos-, heide- en stuifzandgebied.
- Ten zuiden van Budel ligt het natuurgebied de Loozerheide, een gebied met heide en vennen.

## Economie
- De Budelse Brouwerij is een van de weinige nog bestaande onafhankelijke familiebrouwerijen in Noord-Brabant. Ze is opgericht in 1870 door Gerardus Arts als Brouwerij 'De Hoop'. Een anker in het beeldmerk duidt nog op deze benaming. Gerardus was tevens boer, maar omstreeks 1920 wijdde hij zich geheel aan de brouwerij. Er waren toen drie brouwerijen in Budel, waarvan uiteindelijk één de Tweede Wereldoorlog overleefde. Deze regionale brouwerij produceert bier onder de merknaam Budels in combinatie met de biersoort, dus Budels Bock, enzovoort. Het is nog steeds een familiebedrijf dat in handen is van de familie Arts.
- De Budelse zinkfabriek uit 1892 bevindt zich te Budel-Dorplein en maakt deel uit van Nyrstar.
- Textielindustrie, waarbij Van Winkel Fashions B.V. altijd in Budel is gebleven. Het bedrijf is bekend van de overhemdenmerken 'Ledûb' (een speelse parodie op de plaatsnaam!) en 'John Miller'.
- De Nassau-Dietzkazerne in de Budelerbergen werd gebouwd in 1956 en er waren sedert 1963 ongeveer 2300 Duitse militairen in gelegerd, die voor werkgelegenheid en omzet zorgden. Dit contingent werd in 2006 opgeheven. Tegenwoordig is op een deel van dit voormalig legerkamp het AZC Cranendonk gevestigd.
- Sedert 1970 beschikt Budel over een vliegveld, oorspronkelijk onder de naam 'Luchtvaartterrein Budel'. Er kwam een vliegschool en er landden privé-vliegtuigjes. Later ging het 'Kempen Airport' heten. Sinds 1991 bezit het een verharde landingsbaan. Onder de naam 'Airpark Brabant' verrees in de nabijheid van dit vliegveld een bedrijventerrein.

## Evenementen
Jaarlijks terugkerende evenementen zijn:
- Carnaval, traditioneel volksfeest, waarbij het dorp "Bokkeriek" heet.
- Ledûb Volleybal Festival, internationaal volleybaltoernooi.
- Keverweekend, internationale Volkswagen Kever-bijeenkomst.
- Budel Begaait 4 keer per jaar terugkerend poppodium ter promotie van de regionale amateurmuziek.
- Soulex Presents en het Open Podium, muzikaal poppodium voor aanstormend talent uit de regio.
- Grensland festival, muzikaal evenement met festiviteiten in het hele dorp.
- Schuttersfeest, 20 mei 2007. Cultureel en muzikaal evenement met optocht door het dorp en festiviteiten op het feestterrein aan het Stepke.
- Buulse Proms eenmaal per drie jaar organiseert Harmonie EMM Budel, in de herfstvakantie, een serie Promsconcerten met een totaal aantal bezoekers van circa 3.000.

## Afkomstig uit Budel
- Antonius Mathijsen (1805-1878), militair arts en uitvinder van het gipsverband
- Adriaan Groenewegen (1864-1963), schilder uit de Haagse school, van 1923 tot 1963 woonachtig in Budel
- Léon Biessen (1897-1983), componist, dirigent en muziekpedagoog
- Piet van Hout (1930-2007), bijna dertig jaar burgemeester van de voormalige gemeente Lieshout
- Wim van den Dungen (1944-2025), profvoetballer bij onder andere PSV
- Gerard van Maasakkers (1949), zanger, was woonachtig in Budel, geboren in Nuenen
- Carol van Eert (1962), burgemeester van Beuningen en Rheden
- Eric van Kessel (1966), profvoetballer bij PSV, Beveren, De Graafschap, FC Groningen, FC Utrecht en Lommel
- Hans Teeuwen (1967), cabaretier, acteur en zanger
- Steef Nieuwendaal (1986), profvoetballer bij Willem II, MVV, FC Den Bosch, Sparta Rotterdam en RKC Waalwijk
- Evi Neijssen (1987), turnster en polsstokhoogspringster
- Craig Osaikhwuwuomwan (1990), basketballer
- Yvon Beliën (1993), volleybalster

## Nabijgelegen kernen
Budel-Schoot, Budel-Dorplein, Hamont, Gastel, Soerendonk, Maarheeze, Boshoven.